# Anticarsia subducta
Anticarsia subducta là một loài bướm đêm trong họ Erebidae.